# Petra Broistedt

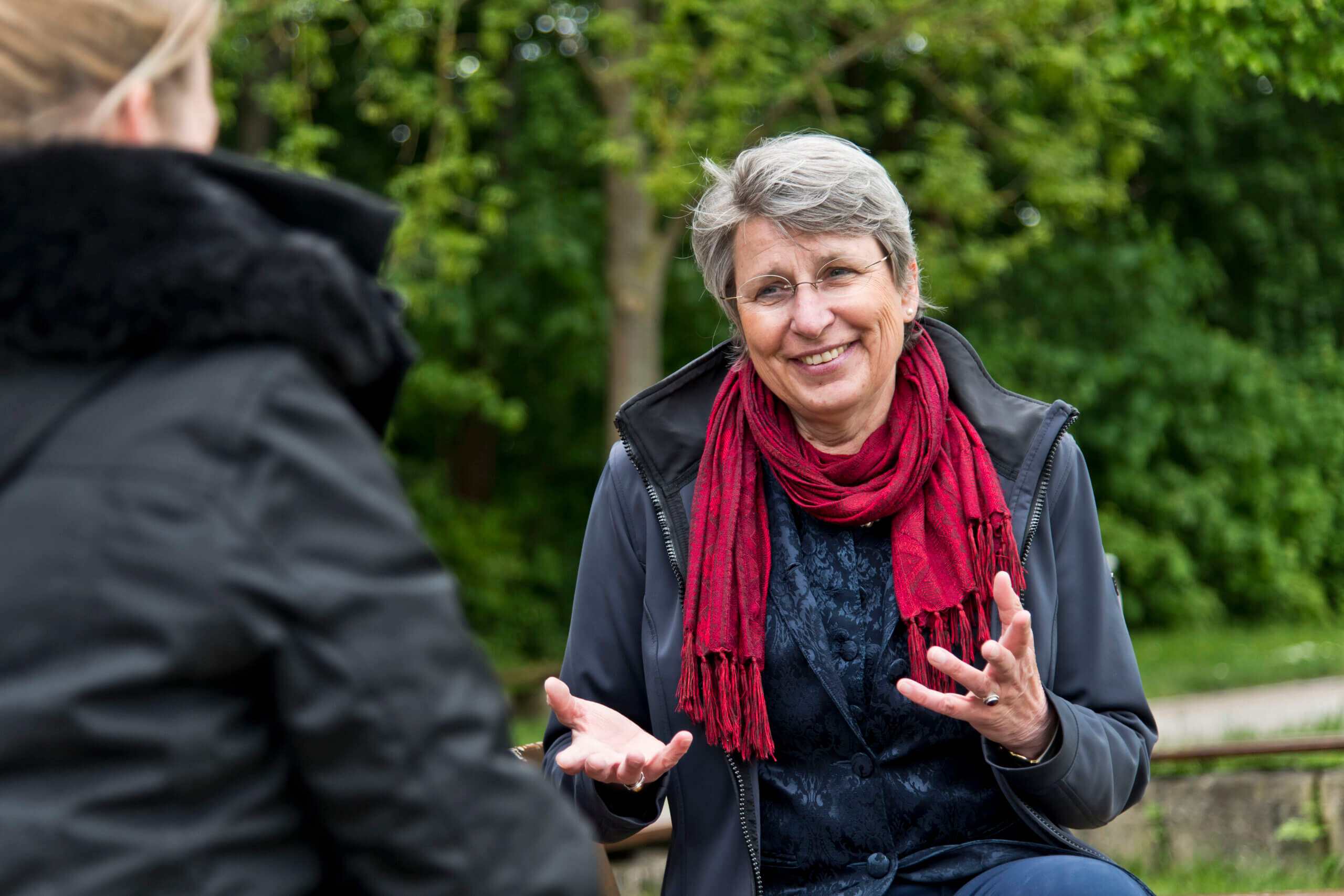
Petra Broistedt, 2021

Petra Broistedt (* 1964 in Uelzen) ist eine deutsche Politikerin (SPD). Sie ist seit November 2021 Oberbürgermeisterin der südniedersächsischen Stadt Göttingen.

## Leben
Petra Broistedt wuchs in Wolfenbüttel auf. Ihr Abitur machte sie 1984 am im Schloss Wolfenbüttel gelegenen Gymnasium im Schloss. Danach begann sie ein Architektur-Studium an der Technischen Universität Braunschweig. Dies brach sie ab und studierte Sozialarbeit/Sozialpädagogik an der Fachhochschule Braunschweig/Wolfenbüttel. Ihr Diplom in Sozialarbeit/Sozialpädagogik erhielt sie 1989. In der Fachhochschule war sie im Fachschaftsrat, dem Studentenparlament und der AStA aktiv. Ihr Anerkennungsjahr machte sie beim Landkreis Holzminden, danach war sie Leiterin einer Weiterbildungseinrichtung in Bodenwerder und im Anschluss Leiterin eines Jugendhilfeprojektes in Holzminden. Von 1996 bis 2008 war sie erst Frauenbeauftragte des Landkreises Holzminden, dann persönliche Referentin des Landrates des Landkreises, zuerst Heinz Sassin (SPD), dann Walter Waske (SPD).
Im Jahre 2008 wechselte sie zur Stadt Göttingen. Dort war sie bis 2012 stellvertretende Leiterin des Fachbereiches Jugend. Ab 2016 war sie Dezernentin für Kultur und Soziales bei der Stadt.
Sie ist verheiratet und hat eine Tochter und einen Sohn.

## Politischer Werdegang
Von 2002 bis 2006 war sie Stadträtin in Stadtoldendorf, von 2013 bis 2016 Kreisrätin im Landkreis Hameln-Pyrmont.
Am 6. März 2021 wurde sie von der SPD Göttingen für die Oberbürgermeisterwahl 2021 nominiert. Im ersten Wahlgang am 12. September 2021 erhielt sie 33,27 Prozent der gültigen Stimmen bei einer Wahlbeteiligung von 51,2 Prozent. Die Stichwahl am 26. September 2021 gewann sie mit 52,96 Prozent der gültigen Stimmen bei einer Wahlbeteiligung von 59,75 Prozent gegen die Kandidatin von Bündnis 90/Die Grünen. Das Amt übernahm sie am 1. November 2021. Sie ist Nachfolgerin von Rolf-Georg Köhler (SPD), der seit 2014 Oberbürgermeister von Göttingen war und nicht mehr antrat.
Petra Broistedt wird nach ihrer Amtszeit nicht nochmal zur Kommunalwahl 2026 antreten und sich damit nicht nochmal zur Wahl fürs Oberbürgermeisteramt der Stadt stellen.